# Пхангнга (залив)
Пхангнга — залив Андаманского моря, территориальные воды Таиланда.
Залив расположен к северо-востоку от Пхукета, севернее островов Ко Яо. С севера он ограничен континентальной частью страны (провинции Пхангнга и Краби).
В заливе множество островов, многие очень маленькие, некоторые приливные, известняковые, некоторые с пещерами. Северное побережье залива сильно изрезано.
Острова и воды залива имеют богатые флору и фауну.

## Изображения

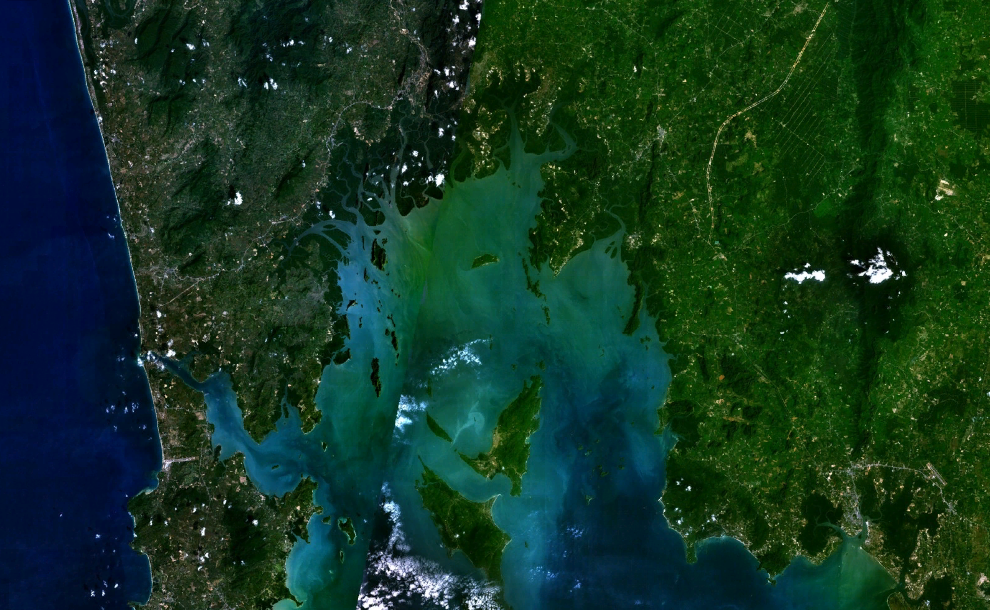
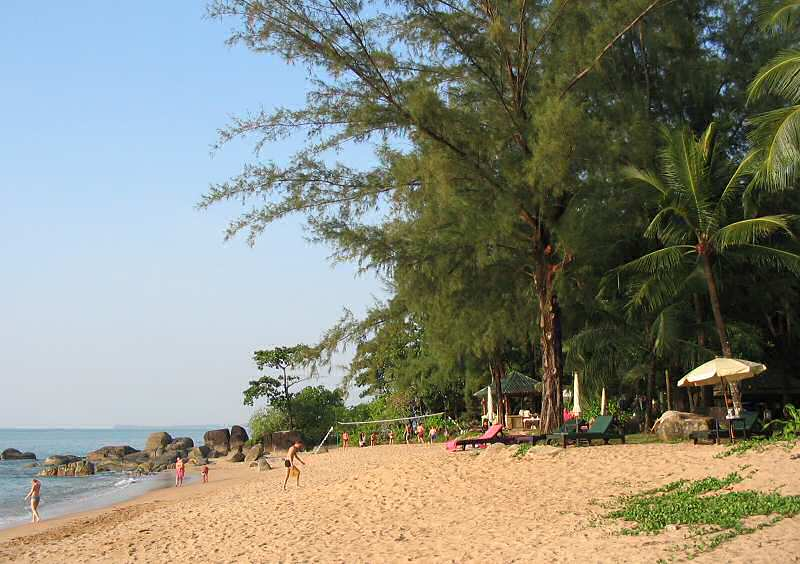
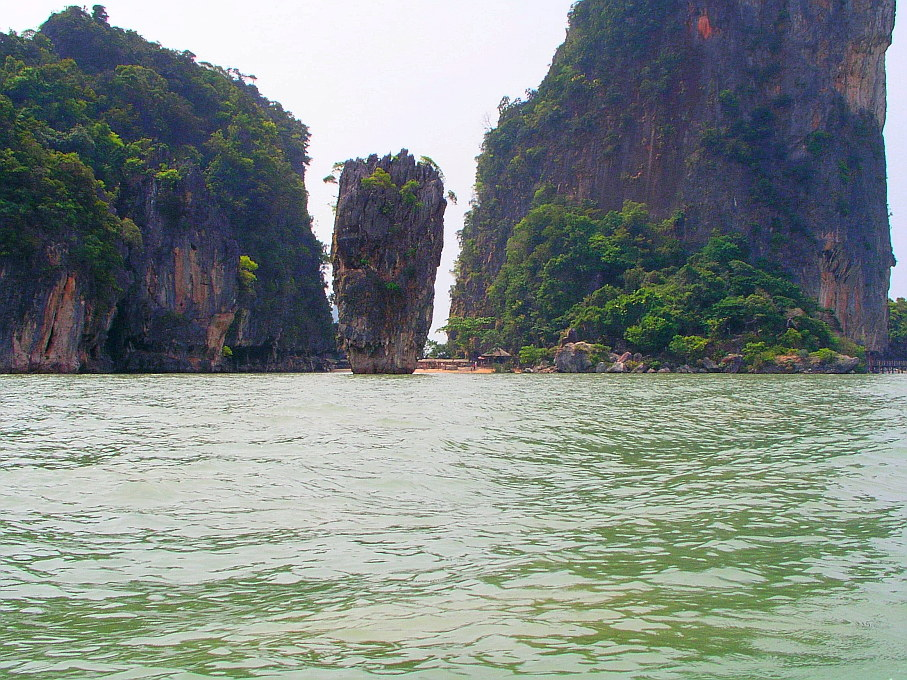
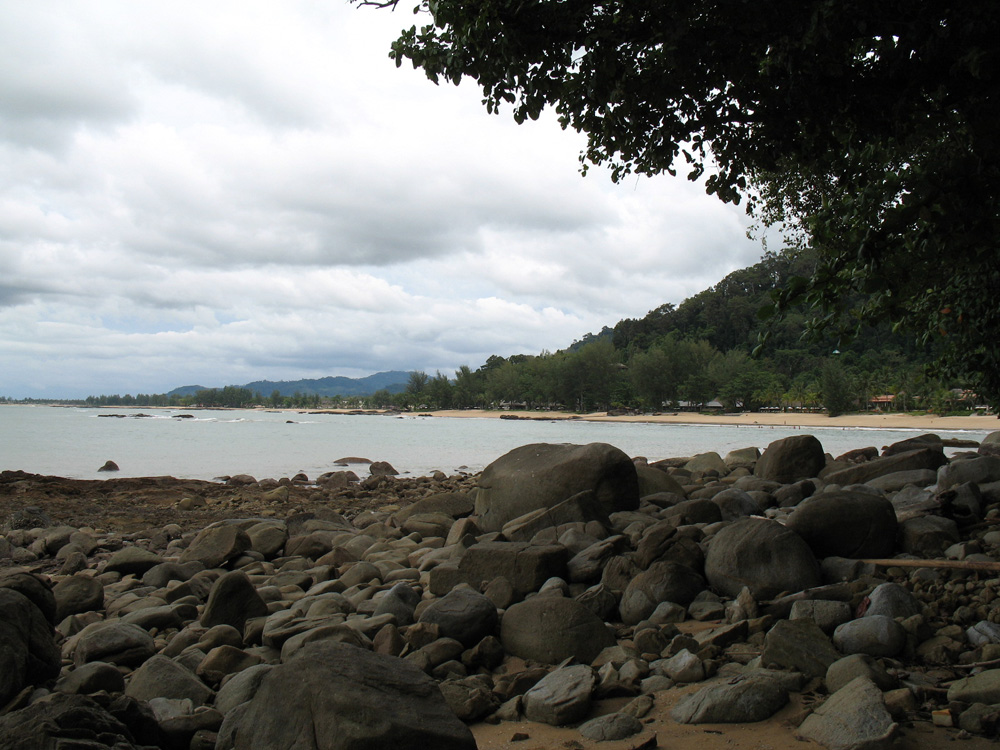
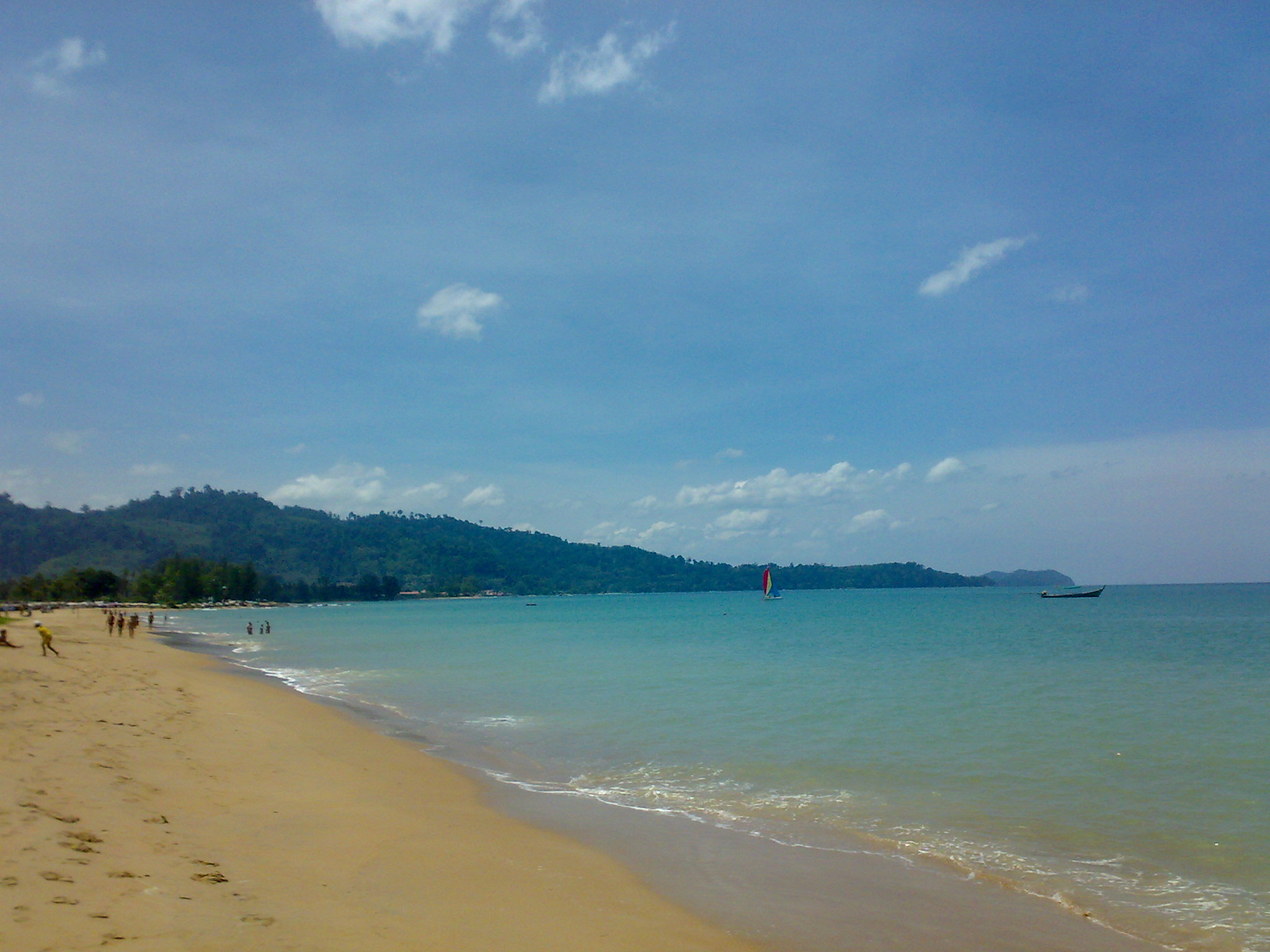